# Gerdberndia ferrocyaneus
Gerdberndia ferrocyaneus är en skalbaggsart som först beskrevs av Hayashi 1979.  Gerdberndia ferrocyaneus ingår i släktet Gerdberndia och familjen långhorningar.
Artens utbredningsområde är Nepal. Inga underarter finns listade i Catalogue of Life.